# Município de Washington (condado de Lucas, Ohio)
O município de Washington (em inglês: Washington Township) é um município localizado no condado de Lucas no estado estadounidense de Ohio. No ano de 2010 tinha uma população de 3.278 habitantes e uma densidade populacional de 190,32 pessoas por km².

## Geografia
O município de Washington encontra-se localizado nas coordenadas 41° 43′ 05″ N, 83° 25′ 57″ O. Segundo o Departamento do Censo dos Estados Unidos, o município tem uma superfície total de 17.22 km², da qual 2,41 km² correspondem a terra firme e (85,98 %) 14,81 km² é água.

## Demografia
Segundo o censo de 2010, tinha 3.278 habitantes residindo no município de Washington. A densidade populacional era de 190,32 hab./km². Dos 3.278 habitantes, o município de Washington estava composto pelo 94,17 % brancos, o 1,37 % eram afroamericanos, o 0,76 % eram amerindios, o 0,34 % eram asiáticos, o 1,74 % eram de outras raças e o 1,62 % eram de uma mistura de raças. Do total da população o 4,51 % eram hispanos ou latinos de qualquer raça.